# Papp Bertalan (vívó)
Papp Bertalan (Tiszaföldvár, 1913. szeptember 7. – Budapest, 1992. augusztus 8.) kétszeres olimpiai bajnok magyar kardvívó, sportvezető, kaszkadőr.

## Életrajza
Szüleit korán elvesztette. Édesanyja Lapu Jolán 1918. december 22-én, édesapja Papp Sándor (hajógépész) 1921. július 2-án hunyt el. Idősebb bátyjával Sándorral anyja testvéréhez kerültek gyámságba. 1932-től 1936-ig a Szegedi Tudományegyetemen jogot tanult. 1939-től 1974-ig hivatásos katonaként szolgált és alezredes rendfokozatból vonult nyugállományba. 1950-ben feleségül vette Mascher Erzsébetet. Házasságukból 1956-ban egy gyermek (Ildikó) született. Feleségével és lányával Budapesten élt. A vívás mellett megpróbálkozott a pisztolylövészettel, 1975-től kaszkadőrként dolgozott és több, mint nyolcvan filmben szerepelt. 78 éves korában agyvérzésben halt meg.

## Vívó pályafutása
1939-ben amikor katonatiszt lett a sportpályafutása is elindult. Ekkor kezdett a HTVK (Honvéd Tiszti Vívó Klub) vívójaként és sportlövőjeként. 1942–1944 között elvégezte a budapesti M. kir. „Toldi Miklós” Honvéd Központi Testnevelési Intézet kétéves tanfolyamát, majd az intézet tanára lett. 1945-től a Toldi Miklós SE, 1947-től a Csepeli MTK, 1950-től a Budapesti Honvéd vívója volt. 1947 és 1954 között tizennyolcszor szerepelt a magyar kardválogatottban. Kiemelkedő eredményeket a magyar kardcsapat tagjaként ért el. Legjobb egyéni eredményét 1947-ben „vívta" ki, amikor magyar bajnok lett. Az 1948. évi nyári olimpiai játékokon, Londonban, majd az 1952. évi nyári olimpiai játékokon, Helsinkiben is tagja volt az olimpiai bajnokságot nyert csapatnak. 1953-ban világbajnok volt csapatban. Ezt a címét a következő évben megvédte. Ugyanitt egyéniben hetedik volt.

## Sporttisztként
Még aktív sportolóként vezetője lett (1950) a Budapesti Honvéd vívó szakosztályának, e tisztségét 1974-ig viselte. 1952-től cselgáncsoktató és a cselgáncsszövetség elnöke is volt. 1954-től vívóedzőként is tevékenykedett. 1958-tól 1974-ig a Magyar Vívószövetség elnökségi tagja volt, ahol az ifjúsági bizottság elnöke is volt. 1975-től 1980-ig a Budapesti Honvéd tenisz szakosztályának elnöke volt.

## Sporteredményei
- kétszeres olimpiai bajnok:
  - 1948, London: csapat (Berczelly Tibor, Gerevich Aladár, Kárpáti Rudolf, Kovács Pál, Rajcsányi László)
  - 1952, Helsinki: csapat (Berczelly Tibor, Gerevich Aladár, Kárpáti Rudolf, Kovács Pál, Rajcsányi László)
- kétszeres világbajnok
  - 1953, Brüsszel: csapat (Berczelly Tibor, Gerevich Aladár, Kárpáti Rudolf, Kovács Pál, Magay Dániel)
  - 1954, Luxemburg: csapat (Berczelly Tibor, Gerevich Aladár, Kárpáti Rudolf, Kovács Pál, Magay Dániel)
- hatszoros magyar bajnok:
  - egyéni: 1947
  - csapat: 1944, 1946, 1948, 1949, 1951

## Emlékezete
- Papp Bertalan Ószőlői Általános Iskola
- Papp Bertalan Sportcsarnok
- a Budapesti Honvéd Halhatatlan Tagja
- nevét a budapesti Csanádi Árpád Sportiskolában osztályterem őrzi.